# Heer (Wehrmacht)

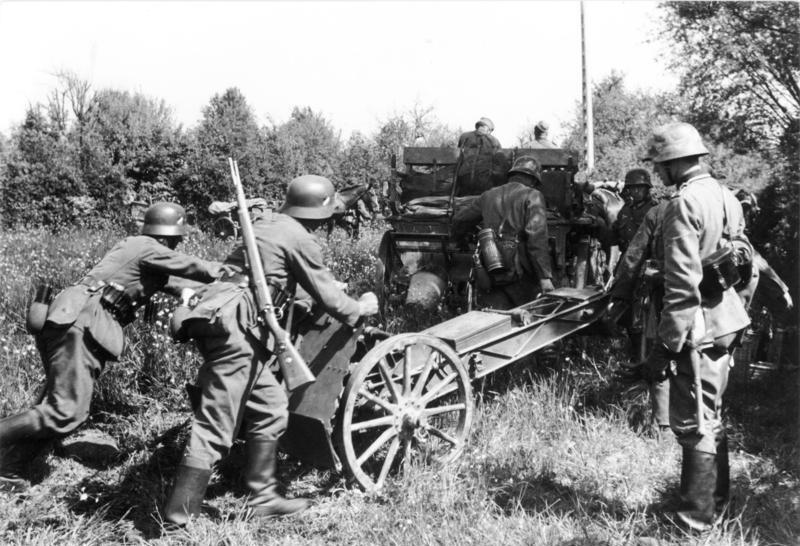
Infanteriegeschut

Heer was de Duitse landmacht binnen de Wehrmacht die werd opgericht op 16 maart 1935 door Adolf Hitler nadat deze de Wet op de Herinrichting van de Nationale Defensie liet goedkeuren en zo de militaire beperkingen van het Verdrag van Versailles naast zich neerlegde.

## Achtergrond
Na het einde van de Eerste Wereldoorlog werd aan Duitsland beperkingen opgelegd door het Verdrag van Versailles. Een van deze beperkingen was dat de Weimarrepubliek slechts een klein defensief leger, de Reichswehr, mocht bezitten. De grootte en indeling van de Reichswehr werd gecontroleerd en klein gehouden door de geallieerden in de hoop dat ze hiermee een herhaling van de Eerste Wereldoorlog zouden vermijden. De Reichswehr bestond uit 100.000 manschappen en werden verdeeld over een kleine landmacht (Reichsheer) en een kleine zeemacht (Reichsmarine).
In 1933 kwam de Nationaalsocialistische Duitse Arbeiderspartij (NSDAP) aan de macht waarmee de aanzet tot het Derde Rijk was gezet. Twee jaar later, in 1935 werd het Verdrag van Versailles nietig verklaard door Adolf Hitler via een wet die de Reichswehr omvormde in een volwaardig leger, de Wehrmacht. De Wehrmacht bestond nog steeds uit de landmacht (Heer) en zeemacht (Kriegsmarine) en de luchtmacht (Luftwaffe) werd eraan toegevoegd.

## Organisatie van het Heer

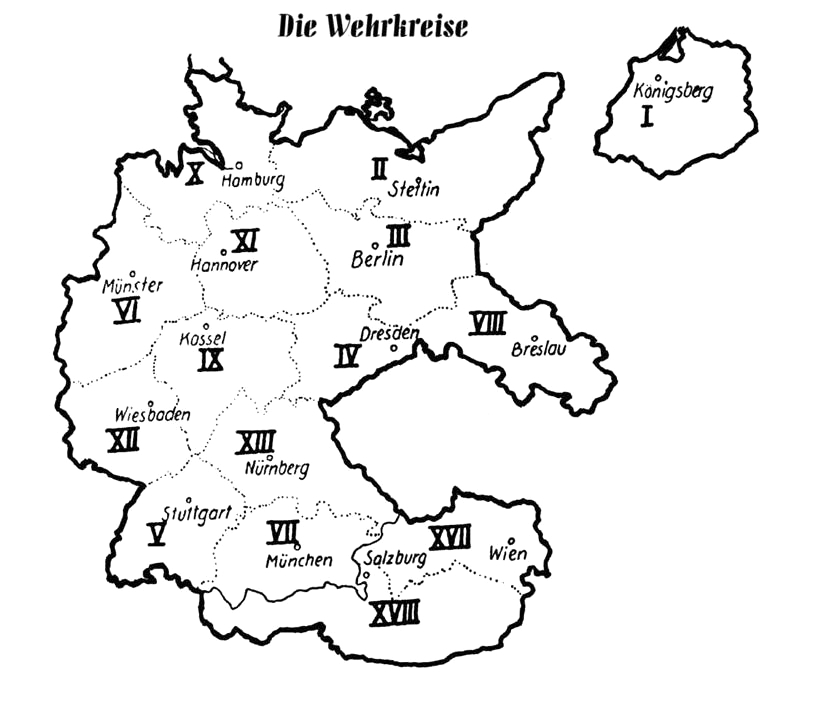
De Wehrkreise

Het Heer bestond tijdens zijn oprichting in 1935 uit 21 divisies en een aantal kleinere formaties die op hun beurt werden ingedeeld in 3 Legergroepen. Tussen 1935 en 1945 groeide de strijdmacht tot meer dan honderd divisies, een dozijn legergroepen en meer dan duizend ondersteuningseenheden. In september 1939 werd het Heer geleid door het Oberkommando des Heeres (OKH), een militaire bevelhebbing dat ondergeschikt was aan het Oberkommando der Wehrmacht (OKW) en dus aan Generaloberst Wilhelm Keitel. In de praktijk stond het echter onder de directe leiding van Adolf Hitler. In 1939 was nazi-Duitsland opgedeeld in 15 districten, de zogenaamde Wehrkreise waarin bij aanvang van Duitse mobilisatie in totaal 51 divisies werden opgericht (39 infanterie, 5 Panzer, 4 lichte en 3 berg divisies). Na de mobilisatie, werd het aantal divisies uitgebreid met 16 reserve-, 21 territoriale- (de zogenaamde Landswehr) en 14 Ergänzungsdivisies. Het aantal pantserdivisies werd voor de invasie in het Westen verdubbeld tot 10.
Ter voorbereiding van de invasie in Polen (Fall Weiss) werden twee legergroepen opgericht; Heeresgruppe Nord en Heeresgruppe Süd.
Heeresgruppe Nord bevatte twee legers drie korpsen elk en zou de beschikking hebben over een pantserdivisie, een gemengde Heerse/SS pantserdivisie, twee gemotoriseerde divisies, 16 infanteriedivisies en een cavaleriebrigade.
Heeresgruppe Süd bestond uit drie legers met in totaal 10 korpsen en had vier pantserdivisies, vier Lichte divisies, 21 infanteriedivisies en drie bergdivisies. In de aanvang naar de Tweede Wereldoorlog kende de Heer vijf soorten divisies; Infanterie-, Gemotoriseerde infanterie-, Panzer-, Lichte- en Bergjagerdivisies.
Tijdens de invasies in het Westen (mei 1940), telde het Heer 129 infanteriedivisies, vier gemotoriseerde infanteriedivisies, vier lichte divisies, tien pantserdivisies, drie Bergjagerdivisies en één cavaleriedivisie. Parallel aan het Heer had men de beschikking over de SS-Verfügungstruppe, die vanaf april 1940 werd omgezet in de Waffen-SS. Ter voorbereiding van de invasie in het Westen werd het Heer in drie legergroepen georganiseerd; Heeresgruppe A, met 45½ divisies inclusief 7 pantserdivisies, Heeresgruppe B met 29½ divisies waarvan 3 pantserdivisies en Heeresgruppe C met 19 divisies. Gedurende de resterende tijd van de Tweede Wereldoorlog werd nagenoeg niets veranderd aan de basis van deze organisatie. Alleen aan de top (bevelhebbing) werd afhankelijk van de te voeren operatie eenheden verschoven. Het moet wel gezegd dat alhoewel de samenstelling van een divisie of regiment nauwelijks wijzigde, het aantal soldaten binnen de eenheden wel danig kon wijzigen. De redenen waren omdat het aantal beschikbare soldaten, naarmate de oorlog vorderde, danig slonk en vanuit propagandistisch oogpunt het aantal divisies bleven bestaan ondanks de samenstelling ervan nog maar moeilijk een divisie waard was.

### Infanteriedivisie

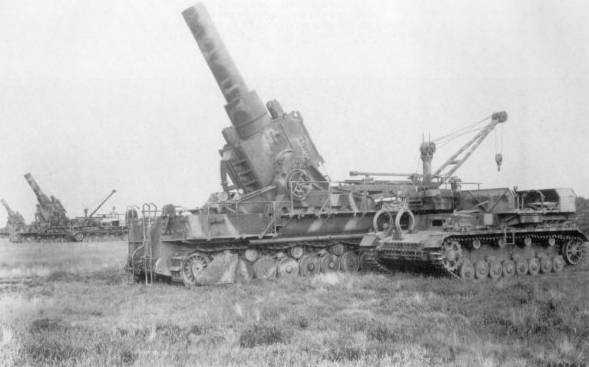
60 cm Mörser Karl

De infanteriedivisies van het Heer werden opgebouwd in zogenaamde Welle. Iedere Welle had z'n eigen indeling van grootte, organisatie en taak. Met de eerste Welle werden ongeveer 18.000 man opgeroepen. De daaropvolgende Wellen bestonden uit ca. 15.000 manschappen. De divisies die uit de 3e en 4e Welle werden opgebouwd, telden aanzienlijk minder artilleristen dan de eerste twee Wellen. Een standaard infanteriedivisie bestond uit drie regimenten, met elk ongeveer 3000 manschappen, een artillerie regiment en een aantal ondersteunende eenheden zoals een geniebataljon en een verkenningsafdeling (abteilung). De genie- en verkenningseenheden bij het Duitse Heer waren volwaardige gevechtseenheden met vlammenwerpers en pantserafweerwapens waardoor ze eveneens aan de frontlijn vochten.
Elk infanterieregiment had een eigen hoofdkwartier inclusief staf, een verbindingseenheid, een fiets- en een geniepeloton. In een regiment waren drie infanteriebataljons te vinden waarbij elk bataljon weer drie infanteriecompagnies had. Elk compagnie bestond uit 180 manschappen, een antitankgeweereenheid, een compagnie MG machinegeweren (drie pelotons) en een mortierpeloton met drie secties. Met deze indeling had ieder infanterieregiment haar eigen ondersteuning met zware wapens en artillerie. Het standaard infanteriewapen zou de gehele Tweede Wereldoorlog ongewijzigd blijven en was de 7,92 mm Mauser Karabiner 98k. Officieren, machinegeweer schutters, chauffeurs en alle andere militairen die geen Mauser hadden, droegen het Luger 08 pistool.
Het binnen de infanteriedivisie aanwezige artillerieregiment, werd verdeeld in drie artillerie abteilungen met elk drie batterijen. Elke batterij had vier 10,5 cm houwitsers. In het verloop van de oorlog werd nog een vierde artillerie abteilung daaraan toegevoegd met drie batterijen van elk vier 15 cm houwitsers. Afhankelijk van de gevechtstaak van de infanteriedivisie, kon de artillerie variëren van de 8,8 cm FlaK/Antitank tot de enorme 60 cm "Karl-Gerät" houwitser. Afhankelijk van de aard van de te voeren operatie, konden aan een infanteriedivisie ook nog zware luchtafweer batterijen van de Luftwaffe worden toegevoegd.

### Pantserdivisie

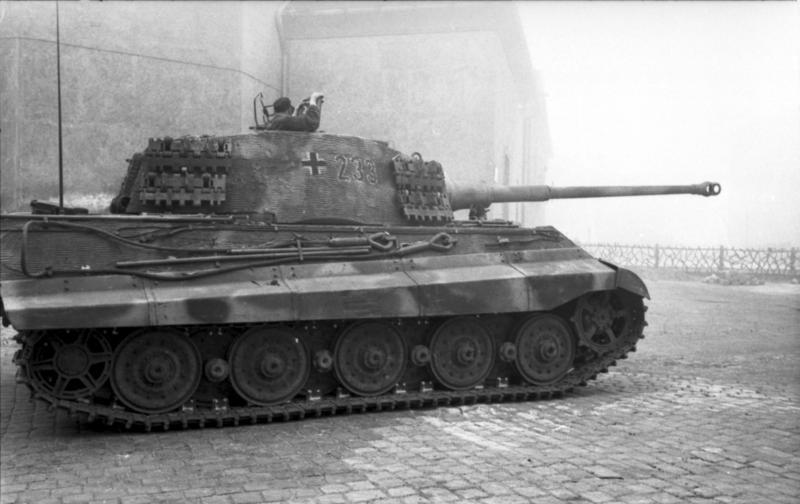
Een Tiger II tank in Boedapest

Aanvankelijk bestond de pantserdivisie uit één infanterieregiment, twee pantserregimenten en een gemotoriseerd artillerieregiment. Na de invasie van Polen, werden de lichte divisies omgebouwd tot panzer-divisionen omdat de lichte divisies niet opgewassen bleken te zijn tegen zelfs de meest armoedig uitgeruste Poolse troepen.
De standaard pantserdivisies waren tijdens de veldtochten tegen polen en het westen (1939/1940) opgebouwd uit 2 tankregimenten, elk bestaande uit 2 bataljons met elk 4 compagnies aan 32 tanks, 1 volledig gemotoriseerd infanterieregiment die later de benaming Panzergrenadiere zouden krijgen, een verkenningsbataljon met pantserwagens en motoren, een verbindingsbataljon en ondersteunende eenheden.
De latere pantserdivisies (1941/1945) waren opgebouwd uit 1 tankregiment met 2 bataljons en als het om een SS-pantserdivisie ging soms 3 (tussen 40 en 100 tanks per bataljon, afhangende van het jaar), 2 gedeeltelijk gemechaniseerde, gedeeltelijk gemotoriseerde infanterieregimenten (2 bataljons, 3 bij de Waffen-SS), een gemotoriseerd artillerieregiment (2 bataljons, 3 bij de Waffen-SS), een verkenningsafdeling, een gemechaniseerd pionierbataljon (genietroepen), een verkenningsafdeling, een tankjagerafdeling en ondersteunende eenheden.
Uiteraard kon de organisatie verschillen van divisie tot divisie, zo hadden in 1942 de Panzer-Divisionen van Heeresgruppe Süd, later Heeresgruppe A en Heeresgruppe B, 3 bataljons per tankregiment. Terwijl de Panzer-Divisionen van Heeresgruppe Mitte vaak slechts 1 tankbataljon hadden.

## Fallschirmjäger

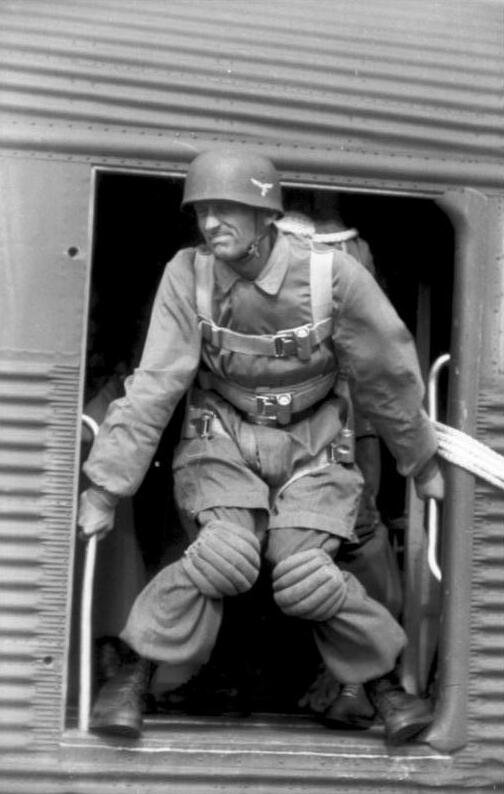
Een Fallschirmjager

Dit was de meest prestigieuze elite-eenheid van het Duitse leger. De Fallschirmjäger (Jager is de Duitse term voor lichtbewapende infanterie) waren gespecialiseerd in verrassingsaanvallen ver achter de vijandelijke linies. Deze aanvallen werden altijd uitgevoerd vanuit de lucht met behulp van parachutes en zweefvliegtuigen. De Fallschirmjäger kwamen vooral veel in actie bij de zogeheten Blitzkrieg-invasies: de jagers sprongen ver achter de vijandelijke linies uit hun vliegtuigen en namen belangrijke strategische doelen in waarna het voor de andere infanteriedivisies makkelijker was om het gebied te veroveren. De jagers kwamen voor het eerst in actie in Polen in 1939. In mei 1940 speelden ze een grote rol bij de verovering van Nederland, België en Frankrijk. In 1941 bij de verovering van het eiland Kreta. De jagers werden ook sporadisch ingezet bij de invasie van Rusland. In de rest van de oorlog nam het aantal invasies van het Duitse leger af waardoor de jagers eigenlijk een beetje overbodig werden. De falschrimjagers vochten toen eigenlijk alleen nog maar als ondersteunende infanterie, met name in 1944 bij het verdedigen van het Franse stadje Carentan, in Italië in Monte Cassino en bij het Ardennen-offensief.
Omdat de jagers-parachutisten eenheden gebruik maakten van vliegtuigen, waren ze al voor de oorlog onderdeel geworden van de Luftwaffe en niet meer van het Heer; dit was ook de reden waarom de Jagers Luftwaffe-uniformen droegen. De Jagers hadden extreem dure, lichtgewicht wapens die speciaal ontworpen waren voor parachutesprongen. Vanwege de hoge prijs werden deze wapens alleen in beperkte oplage geproduceerd en waren ze alleen bestemd voor de jagers.
Er waren vijf divisies van Fallschirmjäger en het totale aantal bedroeg 35.000 man. Het concept van de Fallschirmjäger heeft grote invloed gehad op de techniek van oorlog voeren in het algemeen.
Later in de oorlog, vooral in de slag om de Ardennen en kort daarna werd de term Fallschirmjäger ook gebruikt om "bij elkaar geraapte" troepen aan te duiden. Van de oorspronkelijke elitetroepen was behalve de reputatie niet veel meer over. Omdat de Duitsers steeds moeilijker aan vervanging van manschappen en materieel konden komen werden nieuwe Fallschirmjägerregimenten samengesteld. In werkelijkheid waren dit alleen nog in naam Fallschirmjägerregimenten, omdat ze in het geheel niet over vliegtuigen of ander zwaar materieel beschikten, slechts over allerlei handvuurwapens en granaten.

### Gemotoriseerde divisie
Om de pantserdivisies tijdens hun snelle acties te kunnen ondersteunen, werden gemotoriseerde infanteriedivisies in het leven geroepen. Veelal werden ook motorfietsen met zijspan ingezet om de infanterie te verplaatsen. De gemotoriseerde divisies waren opgebouwd uit 3 gemotoriseerde infanterieregimenten, een tankjagerafdeling en ondersteunende eenheden. Later in de oorlog, zo rond 1943-1944, werden de gemotoriseerde infanteriedivisies hernoemd naar Panzergrenadier-Divisionen, waardoor enkele de beschikking kregen over een tankbataljon tevens werden de regimenten teruggebracht tot 2 infanterieregimenten, waarvan een gedeelte in halfrupsvoertuigen werd vervoerd (sd.Kf.z251).

### Lichte divisie
De lichte divisie was in feite de moderne versie van de oude cavalerie. Het waren dan ook gemotoriseerde cavaleristen. De samenstelling kon nog al eens variëren en was veelal opgebouwd met een licht tankbataljon, één of twee cavalerieregimenten (infanteristen), een gemotoriseerd artillerieregiment, een antitankbataljon, verkenningsbataljons of regimenten met pantserwagens. Na de strijd in Polen werden de meeste lichte divisies al snel omgevormd tot pantserdivisies.

### Bergjagerdivisie
De drie Bergjagerdivisies die het Duitse Heer telde, leken qua indeling veel op een infanteriedivisies. Ze waren echter uitgerust met veel lichtere bewapening en uitrusting, om de mobiliteit van deze divisies te verhogen en als elite-eenheden in te zetten, al of niet bij acties in berggebieden.

## Alpenkorps
Ook dit was een elite-eenheid van de Duitse landmacht maar dan gespecialiseerd voor gevechten op sneeuw en ijsvlaktes. Het alpenkorps bestond uit 3 divisies en werd getraind in Oostenrijk. Het Alpenkorps was gespecialiseerd in het overbruggen van lange afstanden door onherbergzame gebieden en was uitgerust met sneeuwkleding en ski's. Het alpenkorps kwam vooral in actie bij de invasie van Noorwegen in 1940 en vocht tijdens de winter van 1941 tegen de Russische legers in het Kaukasus gebergte.

## Afrikakorps

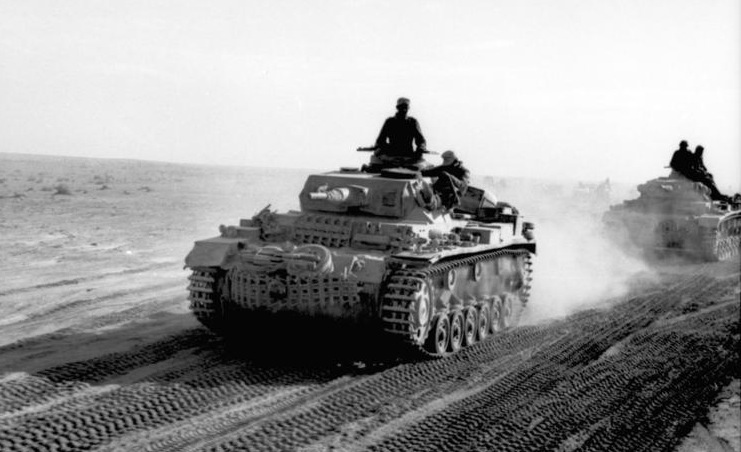
Een tank van het Afrikakorps

Deze elite-eenheid van Duitse landmacht werd pas in 1941 opgericht na de Italiaanse mislukking om Egypte en het Suezkanaal te veroveren. Het Afrika korps bestond uit 2 (15e panzer en 5e lichte, later omgevormd tot 21e panzer) divisies, later 3. Zij vormden de kern van het Panzerarmee Afrika vanaf 1942 (Duits-Italiaanse troepen). De soldaten van korps waren gekleed in zandkleurige tropenkleding. De leider van het korps was generaal en later generaal-veldmaarschalk Erwin Rommel. Deze eenheid hield op te bestaan na de Anglo-Amerikaanse verovering van Noord-Afrika in mei 1943.

## Militaire rang van het Heer
De laagste rang staat eerst vermeld:
- Grenadier
- Obergrenadier
- Gefreiter
- Obergefreiter
- Stabsgefreiter
- Unteroffizier
- Unterfeldwebel
- Fähnrich
- Feldwebel
- Oberfeldwebel
- Hauptfeldwebel
- Oberfähnrich
- Stabsfeldwebel
- Leutnant
- Oberleutnant
- Hauptmann
- Major
- Oberstleutnant
- Oberst
- Generalmajor
- Generalleutnant
- General (per wapenvak)
- Generaloberst
- Generalfeldmarschall (bevelhebber van een gehele legereenheid)

## Nabeschouwingen
Tussen 1939 en 1945 dienden bijna 13 miljoen manschappen in het Heer. Meer dan 3 miljoen manschappen werden tijdens de Tweede Wereldoorlog gedood en meer dan 4,1 miljoen gewond. Van de 7361 mannen die de hoogste Duitse militaire onderscheiding tijdens de Tweede Wereldoorlog (het Ridderkruis) ontvingen, waren er 4777 van het Heer (65% van het totaal). Het Heer werd verslagen na de Duitse capitulatie op 8 mei 1945, met uitzondering van enkele eenheden van de Heeresgruppe Kurland in de Baltische staten, die nog een paar dagen verder vochten tegen de Russen, maar zich uiteindelijk op 11 mei 1945 ook moesten overgeven. De Geallieerde Raad ontbond de Deutsche Wehrmacht op 20 augustus 1946.